# Zeugites panamensis
Zeugites panamensis är en gräsart som beskrevs av Jason Richard Swallen. Zeugites panamensis ingår i släktet Zeugites och familjen gräs. Inga underarter finns listade i Catalogue of Life.